# Hesdigneul-lès-Boulogne
Hesdigneul-lès-Boulogne település Franciaországban, Pas-de-Calais megyében. Lakosainak száma 835 fő (2022. január 1.). Hesdigneul-lès-Boulogne Isques, Verlincthun, Carly, Condette és Hesdin-l’Abbé községekkel határos.

## Népesség
A település népességének változása:
| Lakosok száma | 657  | 653  | 692  | 677  | 688  | 718  | 805  | 821  | 835  |
|               | 2013 | 2015 | 2016 | 2017 | 2018 | 2019 | 2020 | 2021 | 2022 |